# 聖母升天主教座堂 (格拉納達)
聖母升天主教座堂（西班牙語：Catedral de Nuestra Señora de la Asunción），又稱格拉纳达主座教堂（西班牙語：Catedral de Granada），是尼加拉瓜格拉納達的一座羅馬天主教教堂，位於格拉納達中央公園東側，是市內最顯著的建築之一。尼加拉瓜於2014年發行的100科多巴紙幣中，正面圖案即為聖母升天主教座堂。

## 建築
教堂最早建于1583年，历经多次毁坏重建。1584年，格拉纳达為主的保守黨和以莱昂為主的自由黨發生內戰，自由派遂求助於反對保守派的美國人威廉·沃克，最終沃克攻下了格拉纳达城，教堂亦遭徹底摧毀。在19世紀末，由於缺乏資金，新大教堂的建造一度中止。後在建築師安德烈斯·扎帕塔（Andrés Zappata）的計劃下，建造工作再次進行，直到1915年大教堂完工。
現今的建築規模於1972年全部完工，是一座新古典主义式建筑，外墙以黄色為主色調，教堂内穹顶饰有彩绘玻璃。大教堂旁的十字紀念碑「Cruz de Siglo」立於1900年，標誌尼國解殖獨立後的全新時代。

## 圖冊
- 教堂立面
- 教堂內部
- 教堂前方的廣場，立有尼加拉瓜國旗
- 教堂與格拉納達城市景觀